# Fernando de Aragón (santo)
San Fernando de Aragón es un santo real, quien se presume fue obispo de Caiazzo, Italia en el siglo XI. Es un santo de la Iglesia Católica inspirado en una persona existente. La elaboración de su historia pudo deberse a una confusión de identidad con unas reliquias de Fernando III de Castilla, llamado "El Santo".

## Historia
Según la leyenda popular San Fernando habría sido hijo del rey Sancho III de Navarra y de Elvira, condesa de Castilla. Fernando siguió la carrera eclesiástica, se marchó a Italia y se retiró como ermitaño a los bosques de Caiazzo. Sin embargo, esta parte de la leyenda no corresponde con la realidad porque Sancho el Mayor de Navarra tuvo cinco hijos, uno de ellos llamado Fernando, que le sucedió como rey de Castilla. Ninguno de los otros hijos se dedicó a la carrera eclesiástica. Si bien tuvo dos esposas, ninguna de ellas se llamó Elvira. 
La fama de santidad de Fernando provocó que sus fieles lo eligiesen obispo después de morir el obispo Argisio en 1070. La creencia popular afirma que Fernando falleció mientras se encontraba de peregrinación a Alvignano, después de contraer una enfermedad que le hizo agonizar durante tres días. Fue sepultado en la iglesia de Santa María de Cubulteria, y hoy en día sus reliquias están en la Iglesia de San Sebastián, en Alvignano.

## Origen de su historia
San Fernando de Aragón no figura en ninguna de las listas de príncipes de los reinos hispánicos del siglo XI. Tampoco figura en ningún documento como obispo de Caiazzo. Los obispos documentados en la época en que presuntamente vivió son: Urso (ca. 967), Esteban (979 - 1021), Constantino (1088 - 1100), Estacio (1133 - 1154-59) y Guillermo (1168-69 - 1180).
El Fernando de prosapia real proveniente de la península ibérica coincide con Fernando III de Castilla, el cual era venerado en Caiazzo, localidad donde llegaron algunas reliquias del rey castellano. De ahí nació una tradición popular que confundió las identidades y dio lugar a una leyenda local que fue dada por verdadera y que se colocó en el santoral. Este tipo de casos de duplicación de personalidad hagiográfica eran muy habituales en esos siglos.